# Dominik Mutter
Dominik Mutter ist ein deutscher Beamter und Diplomat. Seit Mai 2025 ist er Politischer Direktor des Auswärtigen Amts.
Nach seinem Abitur erwarb Mutter einen Abschluss in Moderner Geschichte, Amerikanistik und Politikwissenschaften an der Albert-Ludwigs-Universität Freiburg. Während seines Studiums verbrachte er auch ein Jahr an der Georgetown University in Washington, D.C. in den USA.
Im Jahr 1999 trat er in den Auswärtigen Dienst ein. Nach einer ersten Auslandsverwendung an der Deutschen Botschaft Lima in Peru war er von 2001 bis 2004 in der Zentrale des Auswärtigen Amts in Berlin Referent in der Europaabteilung. Anschließend war Mutter an der Deutschen Botschaft Kairo in Ägypten eingesetzt. Von 2007 bis 2009 war er in die Abteilung Außen-, Sicherheits- und Entwicklungspolitik des Bundeskanzleramts abgeordnet. Danach folgte bis 2013 eine Tätigkeit im Parlaments- und Kabinettsreferat des Auswärtigen Amts, bevor er bis 2017 an die Deutsche Botschaft Washington, D.C. (USA) entsandt wurde. Zurück in Berlin leitete er bis 2018 das Referat für Nordamerika im Auswärtigen Amt und im Anschluss bis 2021 das Referat für Sicherheitspolitik im Bundeskanzleramt. Ab dem Sommer 2021 war er Unterabteilungsleiter in der Politischen Abteilung des Bundesministeriums der Verteidigung mit Zuständigkeiten für Sicherheitspolitik und bilaterale Beziehungen. Nach dem Regierungswechsel zur Ampel-Koalition übernahm er im Auswärtigen Amt den Posten eines Unterabteilungsleiters mit Zuständigkeit für die Themen Sicherheitspolitik, Nordamerika, Vereinigtes Königreich, EFTA und Arktispolitik. Nach Amtsantritt der schwarz-roten Koalition wurde er im Mai 2025 von Außenminister Johann Wadephul (CDU) zum Leiter der Politischen Abteilung und damit zum Politischen Direktor des Auswärtigen Amts ernannt.